# RoomClip
RoomClipは、ルームクリップ株式会社が運営する、住まいをテーマにした情報提供とSNS・電子商取引サービス。

## 概要
家具、家電、インテリア、雑貨などの写真を投稿・閲覧できるスマートフォンアプリとインターネットのウェブサイトを展開。 
2022年に10周年を迎え、月間ユーザー数は600万人、実例写真は500万枚を超えている。
住生活関連商品を購入できるECサービスだが、その特徴は、実際にその商品を利用しているユーザーが投稿した実例写真とコメントを見ながら購入できる点である。

## 来歴
2012年5月、「RoomClip」を開始。
2018年11月16日、書籍「RoomClip 10000人の暮らし」を販売。10361人通りのインテリアと暮らしの写真をテーマ別に収録。また写真家の都築響一、ニトリ創業者の似鳥昭雄、建築家の隈研吾への対談・インタビューを収録。
2020年6月、月間ユーザー数が830万人を突破。
2021年3月30日に「RoomClipショッピング」を開始。